# Горен Парагвай
Горен Парагвай (на испански: Alto Paraguay) е един от 17-те департамента на южноамериканската държава Парагвай. Намира се в северната част на страната. Площта му е 82 349 квадратни километра, а населението – 18 231 души (по изчисления за юли 2020 г.). Столицата му е град Фуерте Олимпо.